# Llombai de Gallinera
Llombai és un poble valencià, que forma part del municipi de la Vall de Gallinera. Amb 3 habitants el 2009, es considerà despoblat. A la tardor de 2022 va rebre nous pobladors pel que l'ajuntament instal·là fanals a la via pública, que fins llavors no gaudia d'aquest servei, i va considerar el poble novament habitat.

## Història
Citat en documentació antiga amb les variants Lombayer, Lombart, Lombaer, Lombay i Llombay. Així doncs, l'etimologia del seu topònim no és àrab, encara que apareix com al-Lumbar. La primera cita en un text crsitià data del cens de 1369. Tot i que actualment s'ha restaurat algunes cases, el poble hi quedà deshabitat en la dècada de 1970, quan el seu últim habitant, el misteriós centreeuropeu anomenat Stefan Gregor (conegut a la Vall com l'alemany de Llombai) faltà en estranyes circumstàncies. El poble consta d'un sol carrer; a l'entrada es pot observar l'antiga almàssera i al final del poble, just al costat del barranc, es troba el seu llavador amb la font de tres xorrolls.